# René Exbrayat
Pour les articles homonymes, voir Exbrayat.
René Exbrayat est un footballeur puis entraîneur français né le 30 octobre 1947 à Arles et mort le 29 octobre 2023 à Milhaud. Jouant au poste d'attaquant, il fait l'essentiel de sa carrière à l'AC Arles durant les années 1970.
Devenu entraîneur, il prend en main l'AC Arles puis notamment l'Olympique avignonnais, le SC Bastia, le FC Martigues et Le Havre AC. Il effectue ensuite le reste de sa carrière à l'étranger et dirige principalement le Club africain et Al Nasr Dubaï.

## Biographie
René Exbrayat commence le football à la Jeunesse Sportive Arlésienne où il évolue des catégories pupille à cadet. En junior, il rejoint l'AC Arles et évolue alors avec l'équipe première en division d'honneur au poste d’attaquant. Avec ses coéquipiers, il atteint le championnat de France amateur en 1965. En 1970, le club arlésien rejoint la division 2 open grâce à sa cinquième place en championnat. Il est alors sélectionné en équipe de France amateur et dispute les jeux méditerranéens en octobre. L'équipe de France est cependant éliminé de la compétition dès les phases de poule. En club, il dispute cinquante-trois rencontres et marque dix buts en deux saisons.
En 1972, René Exbrayat rejoint l'AS aixoise qui évolue dans le groupe Sud de division 3. Après une septième place en championnat, il retourne à l'AC Arles l'année suivante et dispute trente rencontres pour quatre buts marqués en championnat. L'AC Arles est cependant relégué en fin de saison et descend en division 3 après quatre ans en division 2. Le club parvient à remonter deux ans plus tard en terminant deuxième du groupe Sud derrière la réserve de l'Olympique de Marseille. Trois ans plus tard, le club est de nouveau relégué en division 3 et René Exbrayat succède alors à Alain Dessons au poste d'entraîneur tout en continuant à rester joueur. Sous ses ordres, le club dispute deux saisons en troisième division avant de descendre en division 4 en 1981 mais remonte aussitôt en remportant le groupe H avec la meilleure attaque et la meilleure défense. Treizième du groupe Sud de division 3, le club arlésien redescend en division 4 en fin de saison 1984 et René Exbrayat quitte alors son poste.
Il rejoint alors le Stade beaucairois qui évolue en division d'honneur régionale du Languedoc-Roussillon après sa relégation de division d'honneur l’année précédente. Il reste deux saisons dans ce club avant de rejoindre, en 1986, le Stade rennais comme adjoint de Pierre Mosca. Son expérience rennaise prend fin au bout d'un an à la suite de la relégation du club en division 2.
Après une saison sans club, René Exbrayat s'engage avec l'Olympique Avignonnais en division 3 en 1988. La première saison est terminée à la huitième place puis, la saison suivante, le club monte en division 2 après avoir terminé deuxième du groupe Sud derrière la réserve de l'OGC Nice. Huitième du championnat pour son retour à ce niveau, René Exbrayat et ses joueurs atteignent la même année les quarts de finale de la Coupe de France où ils sont éliminés par le futur vainqueur, Montpellier HSC, sur le score d'un à zéro. La saison suivante, le club termine septième mais se retrouve rétrogradé en division 3 par la DNCG à la suite de problèmes financiers.
Il rejoint en 1991 le SC Bastia qui évolue en division 2. Le club termine quatrième de son groupe à neuf point du Istres SF et René Exbrayat est élu entraineur de l’année de division 2 par le magazine France Football,. En Coupe de France, les Bastiais éliminent le Toulouse FC, l'AS Nancy-Lorraine et l'OGC Nice. La demi-finale face à l'Olympique de Marseille n'a cependant pas lieu à la suite du Drame de Furiani qui cause la mort de 18 personnes et en blessant 2 357 autres. La saison suivante disputée sans stade fixe voit les Bastiais terminer à la septième place du championnat. René Exbrayat quitte alors le club expliquant son départ par le manque de structures d'entraînement.
Il est alors engagé par le Nîmes Olympique qui vient de redescendre en division 2 et termine avec le club en quatrième position en fin de saison. Il fait alors jouer la clause libératoire de son contrat et signe au FC Martigues en division 1. Onzième du championnat 1994-1995, René Exbrayat voit partir à l'intersaison suivante Ali Benarbia, Didier Tholot et Patrick Collot. Avec une équipe amoindrie, il ne parvient pas à sortir le club de la fin du classement et, en mars 1996, il est licencié et remplacé par Patrick Parizon,. Un mois plus tard, il s'engage avec Le Havre AC pour la saison 1996-1997 en signant un contrat de trois ans. Le club havrais termine à la quatorzième place du championnat de division 1 et, en fin de saison, il quitte le club et rejoint le Club africain en Tunisie.
Avec son nouvel entraîneur, le Club africain termine vice-champion derrière l'Espérance sportive de Tunis et remporte la coupe nationale sur l'Olympique de Béja lors de la séance de tirs au but. En novembre 1999, il s'engage au Servette de Genève mais en fin de saison son contrat n'est pas renouvelé,. Il est rappelé en 2000 au Club africain. Le club termine à deux reprises troisième du championnat et remporte la coupe de Tunisie en 2000. Il quitte le club en mai 2002 puis en juillet, s'engage avec le club d'Al Nasr Dubaï aux Émirats arabes unis avec pour adjoint, Joël Beaujouan et comme responsable des jeunes du club, Gilbert Zoonekynd. Il ne parvient pas à remporter un trophée avec le club et en janvier 2004, il est démis de ses fonctions à la suite d'une série de mauvais résultats. En contact avec le Raja Casablanca en mars, il rejoint en octobre Al-Khor SC au Qatar. René Exbrayat remporte avec le club la Coupe Crown Prince de Qatar en mai 2005. Il quitte le club en juillet 2006, son poste est repris par un autre entraîneur français Jean-Paul Rabier. Il met alors un terme à sa carrière d'entraîneur.
René Exbrayat s'éteint le 29 octobre 2023 à Milhaud à l'âge de 75 ans,.

## Palmarès
René Exbrayat dispute plus de cinq cent matchs sous les couleurs de l'AC Arles, dont cent-soixante matchs pour vingt-cinq buts marqués en division 2,. Comme entraîneur du club, il gagne le groupe H de division 4 en 1982.
Il remporte avec le Club africain deux coupes de Tunisie en 1998 et 2000 et termine vice-champion de Tunisie en 1998 également. Avec Al-Khor SC, il gagne la Coupe Crown Prince de Qatar en 2005.
Il compte quatre sélections en équipe de France amateur et dispute les jeux méditerranéens et en 1991, René Exbrayat est élu entraineur de l’année de division 2.